# خطمية مخططة
الخطمية المخططة نوع نباتي ينتمي إلى جنس الخطمية من الفصيلة الخبازية. 

## الموئل والانتشار
موطن هذا النوع بلاد الشام ومصر وتركيا.

## مرادفات للاسم العلمي
- (باللاتينية: Althaea striata)
- (باللاتينية: Alcea haussknechtii)